# Neoseiulus angolaensis
Neoseiulus angolaensis är en spindeldjursart som beskrevs av Ueckermann, Moraes och Zannou 2006. Neoseiulus angolaensis ingår i släktet Neoseiulus och familjen Phytoseiidae. Inga underarter finns listade i Catalogue of Life.